# Tanacetum crassipes
Tanacetum crassipes là một loài thực vật có hoa trong họ Cúc. Loài này được (Stschegl.) Tzvelev miêu tả khoa học đầu tiên năm 1961.